# Аркус
„Аркус“ АД е българско предприятие от военната промишленост със седалище в Лясковец.
Заводът е основан е през 1965 година, като по-късно носи името на местния комунистически функционер Енчо Стайков. През 1991 година е преобразуван в търговско дружество и приема сегашното си име, а през 1999 година е приватизирано, като 74,32% са придобити от работническо-мениджърското дружество „Аркус България“, водено от дългогодишния директор на завода Банко Банков.
Основната дейност на „Аркус“ е производството на боеприпаси, главно артилерийски снаряди и гранати за гранатомети и взриватели за тях, като произвежда и известни количества гранатомети и пистолети. Продукцията на „Аркус“ е предназначена предимно за износ. Към 2020 година нетните приходи на групата са 133 млн. лева, печалбата – 4,30 млн. лева, а броят на заетите – 1914 души.